# Henderson County (Tennessee)
Das Henderson County ist ein County im US-amerikanischen Bundesstaat Tennessee. Das U.S. Census Bureau hat bei der Volkszählung 2020 eine Einwohnerzahl von 27.842 ermittelt. Der Verwaltungssitz (County Seat) ist Lexington.

## Geografie
Das County liegt im mittleren Westen von Tennessee und hat eine Fläche von 1362 Quadratkilometern, wovon 15 Quadratkilometer Wasserfläche sind. An da Henderson County grenzen folgende Nachbarcountys:
|                | Carroll County |                |
| Madison County |                | Decatur County |
| Chester County |                | Hardin County  |

## Geschichte
Das Henderson County wurde am 7. November 1821 aus Chickasaw-Land gebildet. Benannt wurde es nach James Henderson (?–1815), einem Oberst in der Miliz von Tennessee und Quartiermeister unter Andrew Jackson im Britisch-Amerikanischen Krieg.

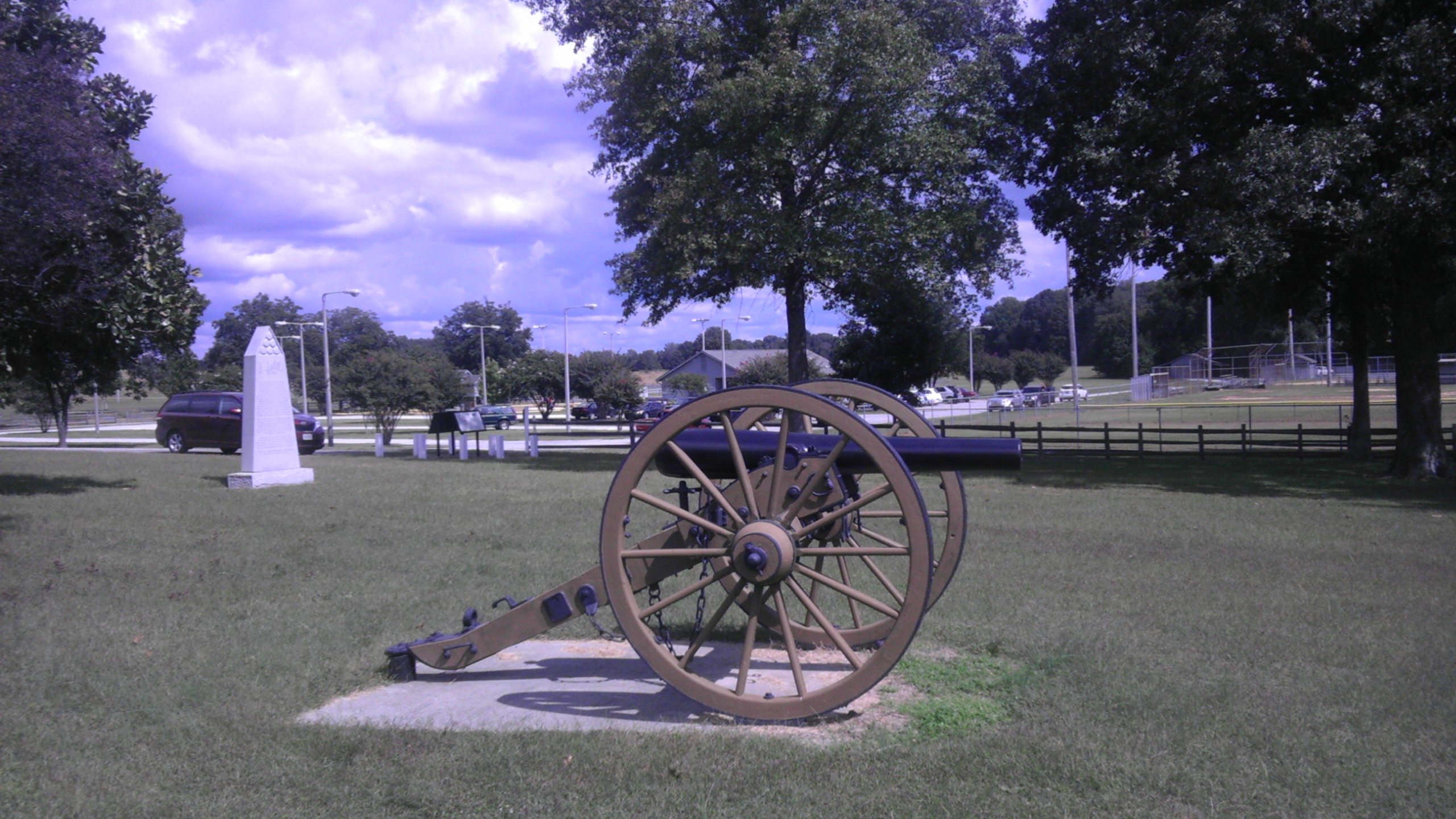
Das Parker’s Crossroads Battlefield ist einer von vier Einträgen des Countys im NRHP.

Vier Bauwerke und Stätten des Countys sind im National Register of Historic Places (NRHP) eingetragen (Stand 17. August 2018).

## Demografische Daten
Nach der Volkszählung im Jahr 2010 lebten im Henderson County 27.769 Menschen in 10.850 Haushalten. Die Bevölkerungsdichte betrug 20,6 Einwohner pro Quadratkilometer. In den 10.850 Haushalten lebten statistisch je 2,49 Personen.
Ethnisch betrachtet setzte sich die Bevölkerung zusammen aus 89,7 Prozent Weißen, 8,0 Prozent Afroamerikanern, 0,2 Prozent amerikanischen Ureinwohnern, 0,3 Prozent Asiaten sowie aus anderen ethnischen Gruppen; 1,7 Prozent stammten von zwei oder mehr Ethnien ab. Unabhängig von der ethnischen Zugehörigkeit waren 2,1 Prozent der Bevölkerung spanischer oder lateinamerikanischer Abstammung.
24 Prozent der Bevölkerung waren unter 18 Jahre alt, 61 Prozent waren zwischen 18 und 64 und 15 Prozent waren 65 Jahre oder älter. 51,8 Prozent der Bevölkerung war weiblich.

Das jährliche Durchschnittseinkommen eines Haushalts lag bei 38.887 USD. Das Pro-Kopf-Einkommen betrug 19.988 USD. 16,4 Prozent der Einwohner lebten unterhalb der Armutsgrenze.

## Ortschaften im Henderson County
| Citys - Lexington - Parkers Crossroads | Towns - Sardis - Scotts Hill1 |

Unincorporated Community
- Darden

1 – teilweise im Decatur County

## Gliederung
Das Henderson County ist in sieben durchnummerierte Distrikte eingeteilt:
| Distrikt | Einwohner (2010) | FIPS     |
| -------- | ---------------- | -------- |
| 1        | 3936             | 47-90078 |
| 2        | 4287             | 47-90268 |
| 3        | 3999             | 47-90458 |
| 4        | 3786             | 47-90648 |
| 5        | 3795             | 47-90838 |
| 6        | 4090             | 47-91028 |
| 7        | 3876             | 47-91218 |